# King’s Man: A kezdetek
A King’s Man: A kezdetek (eredeti cím: The King’s Man) 2021-ben bemutatott brit–amerikai kém-akciófilm, melyet Matthew Vaughn rendezett, készített és írt a Karl Gajdusekkel közösen készített forgatókönyv alapján. A film a Kingsman képregénysorozaton alapuló, azonos című filmsorozat előzménye. A főszerepet Ralph Fiennes, Gemma Arterton, Rhys Ifans, Matthew Goode, Tom Hollander, Harris Dickinson, Daniel Brühl, Djimon Hounsou és Charles Dance alakítja.
Az Amerikai Egyesült Államokban 2021. december 22-én mutatták be, míg Magyarországon egy nappal később, december 23-án került mozikba szinkronizálva, a Fórum Hungary forgalmazásában. Általánosságban vegyes véleményeket kapott a kritikusoktól, és világszerte több mint 76 millió dolláros bevételt hozott.

## Rövid történet
A 20. század első éveiben megalakul a Kingsman ügynökség, hogy szembeszálljon egy olyan összeesküvéssel, amely milliók kiirtására irányuló háborút tervez.

## Szereplők
| Szereplő                                | Színész                   | Magyar hang            |
| --------------------------------------- | ------------------------- | ---------------------- |
| Orlando Oxford                          | Ralph Fiennes             | Rátóti Zoltán          |
| Polly Wilkins                           | Gemma Arterton            | Martinovics Dorina     |
| Grigorij Raszputyin                     | Rhys Ifans                | Schneider Zoltán       |
| Maximillian Morton százados / A Pásztor | Matthew Goode             | Szatory Dávid          |
| V. György / II. Vilmos / II. Miklós     | Tom Hollander             | Gyabronka József       |
| Conrad Oxford                           | Harris Dickinson          | Baráth István          |
| Conrad Oxford                           | Alexander Shaw (fiatalon) | Gáll Dávid             |
| Erik Jan Hanussen                       | Daniel Brühl              | Miller Zoltán          |
| Shola                                   | Djimon Hounsou            | Barabás Kiss Zoltán    |
| Herbert Kitchener                       | Charles Dance             | Barbinek Péter         |
| Archie Reid                             | Aaron Taylor-Johnson      | Szabó Máté             |
| Feliksz Juszupov                        | Aaron Vodovoz             | Török Dániel           |
| Alfred DuPont                           | Todd Boyce                | Rosta Sándor           |
| Alekszandra Fjodorovna                  | Branka Katic              | Ősi Ildikó             |
| Mata Hari                               | Valerie Pachner           | Mikecz Estilla         |
| Feliksz Juszupov                        | Aaron Vodovoz             | Török Dániel           |
| Amerikai nagykövet                      | Stanley Tucci             | Debreczeny Csaba       |
| Forrest százados                        | Neil Jackson              | Stohl András           |
| Gavrilo Princip                         | Joel Basman               | Kovács Lehel           |
| Johnstone tizedes                       | Ross Anderson             | Kapácsy Miklós         |
| Rita                                    | Alison Steadman           | Bókai Mária            |
| Atkins törzsőrmester                    | Robert Aramayo            | Hamvas Dániel          |
| Emily Oxford                            | Alexandra Maria Lara      | Kereki Anna            |
| Kingsman szabó                          | Shaun Scott               | Karsai István          |
| Kingsman szabó                          | Andrew Bridgmont          | Kajtár Róbert          |
| Ferenc Ferdinánd                        | Ron Cook                  | Horányi László         |
| Szarajevói tábornok                     | Benedict Blythe           | Németh Gábor           |
| V. György gyerekként                    | Max Count                 | Maszlag Bálint         |
| II. Miklós gyerekként                   | George Gooderham          | Maszlag Bálint         |
| II. Vilmos gyerekként                   | Emil Oksanen              | Kelemen Noel           |
| Alekszej Romanov                        | Alexander Shefler         | Kelemen Noel           |
| Viktória                                | Alexa Povah               | Szórádi Erika          |
| Vlagyimir Lenin                         | August Diehl              | Mihályfi Balázs        |
| Arthur Zimmermann                       | Nigel Lister              | Csuha Lajos            |
| Haditengerészeti hírszerző tiszt        | Ed Cooper-Clarke          | Magyar Bálint          |
| Woodrow Wilson                          | Ian Kelly                 | Fekete Ernő            |
| Tábornok                                | Ian Porter                | Bácskai János          |
| Komornyik a Fehér Házban                | Simon Connolly            | Vári Attila            |
| Brit tiszt                              | Alexander Cobb            | Moser Károly           |
| Törzsőrmester                           | Emun Elliot               | Király Adrián          |
| Brit kém                                | Cassidy Little            | Horváth-Töreki Gergely |
| Bajuszos férfi / Adolf Hitler           | David Kross               | Gacsal Ádám            |

## A film készítése

### Előkészületek
2018 júniusában Matthew Vaughn bejelentette, hogy a The King’s Man: The Great Game című előzményfilm aktív fejlesztés alatt áll, jelezve, hogy az 1900-as évek elején játszódó cselekmény a kémügynökség megalakulását fogja bemutatni, és hogy a projekt a „harmadik rendes Kingsman filmmel” együtt fog készülni.

### Szereplőválogatás
2018 szeptemberében bejelentették, hogy Ralph Fiennes és Harris Dickinson szerepelni fog az előzményfilmben. 2018 novemberében kiderült, hogy Daniel Brühl, Charles Dance, Rhys Ifans és Matthew Goode társszerepet játszanak a filmben.
2019 februárjában arról számoltak be, hogy Aaron Taylor-Johnson, Gemma Arterton, Tom Hollander, Djimon Hounsou, Alison Steadman, Stanley Tucci, Robert Aramayo és Neil Jackson is csatlakozott a szereplőgárdához. 2019 áprilisában bejelentették, hogy Alexandra Maria Lara is feltűnik a filmben; májusban pedig Joel Basman csatlakozott a szereplőkhöz. Ugyanebben a hónapban, a forgatás befejeztével Vaughn cáfolta azokat a híreszteléseket, melyek szerint Liam Neeson is szerepet kapott. Vaughn ekkor jelentette be azt is, hogy a filmnek nem The Great Game (A nagy játék) lesz a címe.

### Forgatás
A film forgatása 2019. január 22-én kezdődött az Egyesült Királyságban. 2019 áprilisában felvettek néhány, a film cselekménye szerint Jugoszláviában játszódó jelenetet Torinóban és Venaria Realéban. A film eredeti operatőrének, Ben Davisnek az Örökkévalók című filmmel kapcsolatos kötelezettségei miatt az újraforgatás során távoznia kellett a projektből.

## Megjelenés
A film világpremierje 2021. december 7-én volt Londonban, és 2021. december 22-én került a mozikba, ami a nyolcadik tervezett bemutatási dátum, és több mint két évvel az eredeti időpont után.
Eredetileg 2019. november 8-án jelent volna meg, de először 2019. november 15-re, majd 2020. február 14-re, végül 2020. szeptember 18-ra csúsztatták. A megjelenési dátumot a Walt Disney Studios Motion Pictures a COVID-19 világjárvány miatt ismét 2021. február 26-ra halasztotta. A Marvel-moziuniverzum negyedik fázisú filmje miatt a King’s Man: A kezdetek két héttel előbbre, 2021. február 12-re, majd ismét 2021. március 12-re került. 2021 januárjában a megjelenési dátumot ismét elhalasztották 2021. augusztus 20-ra. Márciusban tovább tolódott egy 2021. decemberi időpontra. A filmet 45 napig játsszák a mozikban, mielőtt a digitális platformokra is felkerül.